# Kraftværk
|  | Kraftwerk er en tysk musikgruppe |
Et kraftværk er et industrianlæg, der frembringer elektricitet til forbrug i private boliger, offentlige institutioner og private virksomheder. Det hedder "kraftværk", fordi "kraft" (engelsk: power) også bruges som et synonym for elektricitet. Et kraftværk kaldes også elektricitetsværk (forkortet el-værk). Elektriciteten frembringes typisk ved hjælp af en elektrisk generator, der omdanner mekanisk energi til elektrisk energi. Energikilderne, der udnyttes til at skabe elektriciteten, kan være mange forskellige slags. Der kan således være tale om vedvarende energi som vind-, vand-, solkraft eller biobrændsel, fossile brændstoffer som kul, olie og naturgas eller kerneenergi, som omdannes i kernekraftværker.
I Danmark er der sket et markant skifte i elproduktionen siden 1990. Hvor kulfyrede centrale kraftvarmeværker tidligere stod for næsten hele produktionen, er kul ved at blive helt udfaset. I 2023 stod vedvarende energikilder, først og fremmest vindenergi, for knap 90 % af den samlede danske elproduktion. De centrale kraftvarmeværker, hvis brændsel i 2023 var en blanding af biomasse og fossil energi, dækkede tilsammen blot en femtedel af elproduktionen, og deres rolle forventes at blive yderligere mere end halveret frem mod 2035.

## Virkemåde
Elektriciteten fremstilles som regel ved hjælp af en turbine (en maskine, der omdanner forskellige energiformer til rotation) i forbindelse med en generator (en roterende maskine, der omdanner mekanisk energi til elektrisk energi). Alternative måder at fremstille elektricitet er ved hjælp af brændselsceller eller ved hjælp af fotoelektrisk effekt.
Et kraftværks effekt måles normalt i megawatt (MW). Et kraftværk opererer normalt ikke på fuld kapacitet. Der kan være perioder, hvor det er ude af drift på grund af vedligeholdelse o.l., eller det kan være økonomisk uattraktivt at producere for meget el, fordi efterspørgslen er lav. Det kan også være, at primærenergien, som værket betjener sig af, ikke er tilgængelig i tilstrækkelig grad, eksempelvis et solkraftværk, når solen ikke skinner. Kraftværkets kapacitetsfaktor anvendes til at angive værkets udnyttelse af sin fulde produktionskapacitet.

## Typer
Der findes mange forskellige slags energi, og de kan alle omformes til elektrisk energi. Derfor findes der også mange forskellige typer kraftværker. Blandt de mest almindelige er kraftværker, der bruger fossile brændsler (kul, gas og olie), kraftværker, der bruger vedvarende energi (som sol-, vind- og vandkraft samt biobrændsler) og kernekraftværker. Derudover findes mere specielle, eksempelvis geotermiske kraftværker og (på forsøgsstadiet) saltkraftværker.
En vigtig særlig type kraftværker er kraftvarmeværker. Disse er ikke kendetegnet ved en specifik energikilde som input, men ved, at værket kombinerer elproduktionen med varmeproduktion. På den måde kan der opnås en betydelig mere effektiv energiudnyttelse end ved produktion af de to hver for sig. Kraftvarmeværker er den dominerende form for traditionelle termiske kraftværker i Danmark.

### Varmekraftværker
Varmekraftværker (også kaldt termiske kraftværker) omdanner varmeenergi (termisk energi) til elektrisk energi ved hjælp af en turbine eller et stempel, der bliver drevet af gas eller vanddamp under højt tryk. Turbinen er tilsluttet en generator, der frembringer elektriciteten. Energikilden i varmekraftværket kan være fossile brændsler som kul, olie eller naturgas. Brændslet kan alternativt være affald eller biobrændsel. Solenergi og geotermisk energi kan også drive et varmekraftværk. Endelig er et kernekraftværk i princippet også et varmekraftværk, selvom det normalt ikke rubriceres under denne kategori.

### Vindkraftværker (vindmøller)
Vindkraft udnyttes ved at opstille en vindturbine, normalt kaldt en vindmølle, der driver en generator. En elektricitetsproducerende vindmølle er altså et (vind)kraftværk. Vindmøller kan fungere solitært eller være forbundet med andre vindmøller i en vindmøllepark. Vindmøller kan desuden være landbaserede, hvilket er det traditionelle, eller være havvindmøller. Der findes både havvindmøller, der er fast placeret på havbunden, og flydende havvindmøller. Vindmøllers produktion varierer naturligt nok med vindhastigheden, og der er derfor begrænsede muligheder for at styre produktionen. Vindmøller har derfor normalt behov for at indgå i et system med andre former for elforsyning, der kan balancere vindkraften.

### Solkraftværker
Solkraftværker udnytter solenergien til at producere elektricitet. Det sker enten ved termiske processer eller ved brug af solceller. I det førstnævnte tilfælde (termiske solkraftværker) koncentrerer man sollys ved hjælp af spejle for at opnå en høj temperatur. Varmen kan derefter benyttes til at skabe elektricitet via dampturbiner på samme måde som ved traditionelle termiske kraftværker. Ved alternativt at bruge solceller kan man direkte omdanne sollyset til elektrisk energi via den fotoelektriske effekt.

### Vandkraftværker
Et vandkraftværk udnytter energi fra vandfald til at producere elektricitet. Vandet driver en turbine, som igen driver en generator, der frembringer elektriciteten. Vandkraftværker anlægges ofte i tilknytning til dæmninger, der kan skabe et passende vandtryk. Vandkraft spiller en meget stor rolle i elforsyningen i Norge og Sverige, hvor de geografiske forhold er som skat til denne type kraftværker.

### Bølgekraftværker
Bølgekraft er en forholdsvis ny vedvarende energikilde, der fortsat befinder sig på udviklingsstadiet. Energien fremkommer ved at tappe energien i havets bølger ved hjælp af forskellige former for anlæg. Bølgekraften kan bruges til at frembringe elektricitet ved både lave vindhastigheder med små bølger og ved høje vindhastigheder som stormvejr med tilsvarende store bølger. I en række lande, blandt andet Danmark, findes der forsøgsanlæg,  I Norge blev et bølgekraftanlæg opført i 2017, som leverer strøm til forsyningsnettet.

### Kernekraftværker
I et kernekraftværk er metoden stort set den samme som i et brændselskraftværk. Forskellen ligger i, at varmen kommer fra kernekraft (fission (spaltning) af uran- eller plutoniumkerner).

### Andre typer kraftværker
På udviklingsstadiet findes saltkraftværker, også kaldt osmotiske kraftværker, som udnytter en vedvarende energikilde i form af det osmotiske tryk imellem ferskvand og saltvand. tidevandskraftværker, der frembringer elektrisk energi ved at udnytte niveauforskellen mellem flod og ebbe, og havstrømskraftværker, der udnytter bevægelsesenergien i havstrømme. Princippet bag havstrømskraftværkerne svarer dermed til tidevandskraftværkerne, men sidstnævnte holder en konstant fart over døgnet og månefaserne og kan derfor give en jævn og stabil strømforsyning.

## Elproduktion og kraftværker i Danmark

### Opgørelse efter energikilder
I begyndelsen af 1990'erne var kul den helt dominerende energikilde i den danske elproduktion. Det har siden ændret sig fuldstændigt. Danmark producerede i 2023 88 % af sin elektricitet ved hjælp af vedvarende energi: Vindkraft stod for 57,5 %, biobrændsel inklusive bionedbrydeligt affald for 22,4 % og solenergi for 10 %. De fossile brændsler kul (7,5 %), naturgas (1,9 %) og olie (0,3 %) stod sammen med afbrændingen af ikke-bionedbrydeligt affald på 2,2 % for den resterende elproduktion. Siden 2024 har der kun været et enkelt kulfyret kraftværk tilbage i Danmark, nemlig Nordjyllandsværket ved Aalborg. Det vil ifølge planen lukke i 2028.

### Opgørelse efter produktionsanlæg
Opgjort efter produktionsanlæg fandt den danske elproduktion sted på følgende typer enheder i 2023:
- 21,0 %: centrale anlæg (der stort set alle er kraftvarmeanlæg, dog er der stadig en lille produktion på rent elproducerende anlæg)
- 5,4 %: decentrale kraftvarmeanlæg
- 6,1 %: sekundære producenter (dvs. hvor hovedproduktet ikke er energi; det er typisk større virksomheder)
- 57,5 %: vindmøller
- 10,0 %: solcelleanlæg
- 0,1 %: vandkraftanlæg

Tidligere, da elforsyningen hovedsageligt var baseret på kulkraft, var de centrale kraftværker og kraftvarmeværker helt afgørende for Danmarks elforsyning, men i 2023 stod de kun for omkring en femtedel af produktionen. Samtidig er deres brændsler delvis omlagt fra fossile brændsler til biobrændsler, og denne udvikling planlægges at fortsætte i fremtiden.

### Vindkraft
I ingen andre lande udgør vindkraft en større andel af energiproduktionen. I 2023 kom knap 60 % af Danmarks samlede elforbrug fra vindkraft. Vindforholdene er bedst i den vestlige del af landet samt på øer med syd- eller vestvendte kyster. Danmark har også meget store havbaserede vindresurser, og store dele af havet har en lav vanddybde på 5-15 meter, hvor placering af vindmøller er lettest.

### Solkraft
Solenergien i Danmark udnyttes dels i form af solvarme (termisk solenergi) fra solvarmepaneler og dels i form af solceller, der direkte omsætter sollys til elektricitet ved hjælp af den fotoelektriske effekt. Der fandtes i 2024 over 150.000 solcelleanlæg i Danmark. Langt de fleste var helt små og f.eks. anlagt på taget af et parcelhus, men der findes også store anlæg på åbent land.

### Vandkraft
I Danmark eksisterer 8 vandkraftværker opført 1911-1942 med en årlig produktion mellem 0,2 og 5 GWh.

### Varmekraftværker
De centrale kraftværker og kraftvarmeværker, der tidligere har stået for størstedelen af elproduktionen i Danmark, spiller en stadig mindre rolle i forsyningen. I 2023 producerede de omkring 20 % af den samlede elproduktion. Frem mod 2035 forventes de centrale kraftværkers kapacitet at blive reduceret til ca. 40 % af kapaciteten i 2022. Det er både kulfyrede og biomassefyrede anlæg, der enten allerede er blevet eller forventes at blive taget ud af drift.
I Energistyrelsens oversigt over el- og fjernvarmeproducenternes produktion i Danmark i 2023 optrådte 15 centrale værker som angivet i nedenstående tabel:
| Operatør                | Navn                    | Sat i drift | MWel (netto) | Brændselstype                      | Bemærkninger                    |
| ----------------------- | ----------------------- | ----------- | ------------ | ---------------------------------- | ------------------------------- |
| Ørsted                  | Esbjergværket           | 1965        | 373          | kul (98 %)                         | lukket i 2024                   |
| Ørsted                  | Asnæsværket             | 1959        | 1.078        | skovflis                           |                                 |
| Aalborg Forsyning       | Nordjyllandsværket      | 1998        | 385          | kul                                | planlagt lukning i 2028         |
| Fjernvarme Fyn A/S      | Fynsværket              | 1953        | 849          | biomasse (53 %) og kul (36 %)      | kulfyring omlagt til gas i 2024 |
| Ørsted                  | Studstrupværket         | 1968        | 733          | kul (52 %) og biomasse (38 %)      | kulfyret blok lukket i 2024     |
| Ørsted                  | Herningværket           | 1982        | 88           | biomasse                           |                                 |
| Ørsted                  | Skærbækværket           | 1945        | 385          | biomasse (75 %) og naturgas (25 %) |                                 |
| HOFOR                   | Amagerværket            | 1971        | 214          | biomasse                           |                                 |
| Ørsted                  | Avedøreværket           | 1990        | 806          | biomasse                           |                                 |
| Ørsted                  | Kyndbyværket            | 1973        | 666          | naturgas (56 %) og olie (44 %)     |                                 |
| Verdo Produktion        | Verdo Produktion        |             | 52           | biomasse                           | Randers                         |
| Bornholms El-Produktion | Bornholms El-Produktion |             | 99           | biomasse (89 %) og olie (10 %)     |                                 |
| Ørsted                  | Masnedø Gasturbine      |             | 70           | olie                               |                                 |
| Ørsted                  | Svanemølleværket        | 1959        | 79           | naturgas                           | lukket i 2023 (spidslastværk)   |
| Ørsted                  | H.C. Ørstedværket       | 1985        | 65           | naturgas                           |                                 |